# Anoba mexicana
Anoba mexicana är en fjärilsart som beskrevs av Walker 1865. Anoba mexicana ingår i släktet Anoba och familjen nattflyn. Inga underarter finns listade i Catalogue of Life.